# Alto Palância
Alto Palancia (em valenciano: Alt Palància) é uma comarca da Comunidade Valenciana, na Espanha. Está localizada na província de Castelló, e sua capital é o município de Segorbe. Limita com a província de Teruel, em Aragão, e com as comarcas valencianas de Alto Mijares, Plana Baixa, Camp de Morvedre, Los Serranos e Camp del Túria.

## Municípios
| Município            | População | Área   | Densidade |
| -------------------- | --------- | ------ | --------- |
| Segorbe              | 9.073     | 106,08 | 85,53     |
| Villa de Altura      | 3.647     | 129,56 | 28,15     |
| Jérica               | 1.599     | 78,28  | 20,43     |
| Viver                | 1.558     | 49,93  | 31,20     |
| Soneja               | 1.476     | 29,10  | 50,72     |
| Castellnovo          | 1.003     | 19,20  | 52,24     |
| Navajas              | 765       | 7,89   | 96,96     |
| Caudiel              | 700       | 62,38  | 11,22     |
| Geldo                | 651       | 0,56   | 1.162,50  |
| Sot de Ferrer        | 428       | 8,64   | 49,54     |
| Bejís                | 399       | 42,35  | 9,42      |
| Chóvar               | 327       | 18,31  | 17,86     |
| Azuébar              | 325       | 23,40  | 13,89     |
| Algimia de Almonacid | 281       | 20,33  | 13,82     |
| Teresa               | 277       | 19,89  | 13,93     |
| Almedíjar            | 275       | 20,90  | 13,16     |
| Vall de Almonacid    | 262       | 21,12  | 12,41     |
| El Toro              | 251       | 109,95 | 2,28      |
| Torás                | 231       | 16,78  | 13,77     |
| Gaibiel              | 205       | 18,08  | 11,34     |
| Barracas             | 181       | 42,15  | 4,29      |
| Benafer              | 170       | 17,03  | 9,98      |
| Pina de Montalgrao   | 129       | 31,60  | 4,29      |
| Matet                | 95        | 14,89  | 6,38      |
| Higueras             | 91        | 11,84  | 7,69      |
| Sacañet              | 80        | 30,50  | 2,62      |
| Pavías               | 74        | 14,41  | 5,14      |